# Saturnia julii
Saturnia julii är en fjärilsart som beskrevs av Gschwandner. 1919. Saturnia julii ingår i släktet Saturnia och familjen påfågelsspinnare. Inga underarter finns listade.